# Schwaigen
Schwaigen è un comune tedesco di 630 abitanti, situato nel land della Baviera.